# Kwasi Okyere Wriedt
Kwasi Okyere Wriedt (Hamburgo, Alemania, 10 de julio de 1994) es un futbolista ghanés que juega como delantero en el Şanlıurfaspor de la TFF Primera División.

## Trayectoria

### Bayern de Múnich
Realizó su debut con el Bayern de Múnich el 25 de octubre de 2017, cuando el técnico Jupp Heynckes lo mandó a la cancha en sustitución de Thiago en un partido contra el RB Leipzig en la segunda ronda de la Copa de Alemania 2017-18. El partido finalizó 1:1 tras el tiempo extra, teniendo como vencedor al Bayern en la definición por penales.
En enero de 2020 el Willem II hizo oficial su fichaje por dos años a partir de la temporada 2020-21 una vez finalizara su contrato con el Bayern de Múnich. Dos años después de ese anuncio, se confirmó su vuelta al fútbol alemán tras llegar al Holstein Kiel para lo que quedaba de temporada y tres más.
En junio de 2023 regresó en forma de cesión al VfL Osnabrück, equipo donde ya había jugado en la campaña 2016-17. Tras esta segunda etapa en el club, en julio de 2024 se marchó a Turquía, donde jugó para el Manisa F. K. y el Şanlıurfaspor.

## Clubes
| Club                   | País         | Año       |
| ---------------------- | ------------ | --------- |
| St. Pauli II           | Alemania     | 2013-2015 |
| Luneburgo SK Hansa     | Alemania     | 2015-2016 |
| VfL Osnabrück          | Alemania     | 2016-2017 |
| Bayern de Múnich II    | Alemania     | 2017-2020 |
| Willem II              | Países Bajos | 2020-2022 |
| Holstein Kiel          | Alemania     | 2022-2024 |
| VfL Osnabrück (cedido) | Alemania     | 2023-2024 |
| Manisa F. K.           | Turquía      | 2024-2025 |
| Şanlıurfaspor          | Turquía      | 2025-     |

## Palmarés

### Campeonatos nacionales
| Título                | Club             | País     | Año  |
| --------------------- | ---------------- | -------- | ---- |
| Supercopa de Alemania | Bayern de Múnich | Alemania | 2017 |
| Bundesliga            | Bayern de Múnich | Alemania | 2018 |
| Supercopa de Alemania | Bayern de Múnich | Alemania | 2018 |